# Pugilato ai XVII Giochi panamericani - Pesi mosca femminile
Il torneo di pugilato dei pesi mosca femminile ai XVII Giochi panamericani si è svolto a Toronto dal 20 al 25 luglio 2015 e vi hanno preso parte 8 pugili di 8 differenti nazioni. Il limite di peso della categoria è di 51 chilogrammi e la campionessa uscente, vincitrice a Guadalajara nel 2011, era la canadese Mandy Bujold, presente anche a Toronto.

## Risultati
|  | Quarti di finale         | Quarti di finale         | Quarti di finale       |                        |                 | Semifinali      | Semifinali | Semifinali |  |  | Finale | Finale | Finale |  |
|  |                          |                          |                        |                        |                 |                 |            |            |  |  |        |        |        |  |
|  | Marlen Esparza           | Marlen Esparza           | 3                      |                        |                 |                 |            |            |  |  |        |        |        |  |
|  | Marlen Esparza           | Marlen Esparza           | 3                      |                        |                 |                 |            |            |  |  |        |        |        |  |
|  | Claudia Parrales Guevara | Claudia Parrales Guevara | 0                      |                        |                 |                 |            |            |  |  |        |        |        |  |
|  | Claudia Parrales Guevara | Claudia Parrales Guevara | 0                      |                        | Marlen Esparza  | Marlen Esparza  | 3          |            |  |  |        |        |        |  |
|  |                          |                          |                        |                        | Marlen Esparza  | Marlen Esparza  | 3          |            |  |  |        |        |        |  |
|  |                          |                          | Monica Gonzalez Rivera | Monica Gonzalez Rivera | 0               |                 |            |            |  |  |        |        |        |  |
|  | Monica Gonzalez Rivera   | Monica Gonzalez Rivera   | Monica Gonzalez Rivera | Monica Gonzalez Rivera | 0               | 2               |            |            |  |  |        |        |        |  |
|  | Monica Gonzalez Rivera   | Monica Gonzalez Rivera   |                        |                        |                 |                 |            |            |  |  |        |        |        |  |
|  | Tayonis Cedeno           | Tayonis Cedeno           | 0                      |                        |                 |                 |            |            |  |  |        |        |        |  |
|  | Tayonis Cedeno           | Tayonis Cedeno           | 0                      |                        | Marlen Esparza  | Marlen Esparza  | 1          |            |  |  |        |        |        |  |
|  |                          |                          |                        |                        |                 |                 |            |            |  |  |        |        |        |  |
|  |                          |                          | Mandy Bujold           | Mandy Bujold           | 2               |                 |            |            |  |  |        |        |        |  |
|  | Nadia Barriga Villarroel | Nadia Barriga Villarroel | Mandy Bujold           | Mandy Bujold           | 2               | 0               |            |            |  |  |        |        |        |  |
|  | Nadia Barriga Villarroel | Nadia Barriga Villarroel |                        |                        |                 |                 |            |            |  |  |        |        |        |  |
|  | Ingrit Valencia          | Ingrit Valencia          | 3                      |                        |                 |                 |            |            |  |  |        |        |        |  |
|  | Ingrit Valencia          | Ingrit Valencia          | 3                      |                        | Ingrit Valencia | Ingrit Valencia | 0          |            |  |  |        |        |        |  |
|  |                          |                          |                        |                        | Ingrit Valencia | Ingrit Valencia | 0          |            |  |  |        |        |        |  |
|  |                          |                          | Mandy Bujold           | Mandy Bujold           | 2               |                 |            |            |  |  |        |        |        |  |
|  | Lucy Valdivia            | Lucy Valdivia            | Mandy Bujold           | Mandy Bujold           | 2               | 0               |            |            |  |  |        |        |        |  |
|  | Lucy Valdivia            | Lucy Valdivia            |                        |                        |                 |                 |            |            |  |  |        |        |        |  |
|  | Mandy Bujold             | Mandy Bujold             | 3                      |                        |                 |                 |            |            |  |  |        |        |        |  |